# Sutton on the Hill
Sutton on the Hill est une paroisse civile et un village du Derbyshire, en Angleterre.